# اليوم العالمي للتراث السمعي والبصري
اليوم العالمي للتراث السمعي والبصري، هو يوم للاحتفال بالتراث السمعي والبصري ويوافق 27 أكتوبر من كل عام. اختير هذا اليوم التذكاري من قبل اليونسكو (منظمة الأمم المتحدة للتربية والعلم والثقافة) في عام 2005 لزيادة الوعي بأهمية ومخاطر الحفاظ على الوثائق الصوتية والسمعية البصرية المسجلة (الأفلام والتسجيلات الصوتية والمرئية والبرامج الإذاعية والتلفزيونية).
تقام الفعاليات في العديد من البلدان، وتنظمها أرشيفات الصوت والأفلام الوطنية والإقليمية، والمذيعون، والمتاحف والمكتبات، والجمعيات السمعية والبصرية الكبرى بما في ذلك جمعية أمناء أرشيف الصور المتحركة (AMIA)، المجلس الدولي للأرشيف (ICA)، الرابطة الدولية للمحفوظات الصوتية والمسموعة والمرئية (IASA)، والاتحاد الدولي لأرشيف الأفلام (FIAF)).
أدرجت اليونسكو الأهداف الرئيسية لتحديد تاريخ 27 أكتوبر:
- رفع مستوى الوعي العام بالحاجة إلى الحفظ؛
- توفير الفرص للاحتفال بجوانب محلية أو وطنية أو دولية محددة للتراث؛
- تسليط الضوء على إمكانية الوصول إلى المحفوظات؛
- جذب اهتمام وسائل الإعلام إلى قضايا التراث؛
- رفع المكانة الثقافية للتراث السمعي البصري؛
- إبراز التراث السمعي البصري المهدد بالخطر ، خاصة في الدول النامية.
- نُسقت فعاليات عامي 2012 و2013 من قبل المجلس التنسيقي لجمعيات المحفوظات السمعية والبصرية، من خلال رابطة المحفوظات السمعية والبصرية لجنوب شرق آسيا والمحيط الهادئ (SEAPAVAA) والرابطة الدولية للمحفوظات الصوتية والسمعية البصرية (IASA).

## عن التراث السمعي والبصري
هو جميع الوثائق المحفوظة في الأرشيف بطريقة سمعية أو بصرية، وكل ما يُسجّل بالصوت أو الصورة مثل: (الأفلام - الاسطوانات - التسجيلات).

## روابط خارجية
- الموقع الرسمي لليوم العالمي للتراث السمعي البصري
- الموقع الرسمي للأمم المتحدة
- الموقع الرسمي لليونسكو
- قائمة الأمم المتحدة للأيام الدولية